# Stakler
|  | Denne artikel er oprettet af botten Steenthbot ud fra en ekstern database. Den kan derfor have sproglige fejl eller mangler. Denne skabelon kan fjernes efter kontrol af indholdet. |

Stakler er en dansk kortfilm fra 2019 instrueret af Joachim Morre.

## Handling
En dag oplever Ronja at blive forfulgt af en ukendt kvinde. Mødet føles mere spændende end skræmmende, og Ronja bliver straks nysgerrig på, hvem den fremmede er. Til hendes skuffelse er hun dog ikke den eneste, der bliver forfulgt.

## Medvirkende
- Rosalinde Mynster, Ronja
- Mathias Skov Rahbæk, David
- Ellen Hillingsø, Davids mor
- Bo Carlsson, Davids far
- Garance Chaunsigaud-Fargepallet, Fotograf/ukendt kvinde
- Karla Løkke, Café-ansat